# Hällasjön, Småland
Hällasjön är en sjö i Växjö kommun i Småland och ingår i Ronnebyåns huvudavrinningsområde.